# Roaring Ridge
Roaring Ridge är en bergstopp i Antarktis. Den ligger i den centrala delen av kontinenten. Inget land gör anspråk på området. Toppen på Roaring Ridge är 2 237 meter över havet.
Terrängen runt Roaring Ridge är bergig söderut, men norrut är den kuperad. Trakten är obefolkad. Det finns inga samhällen i närheten.